# اوبریو
اوبریو (به فرانسوی: Auberive) یک کمون در فرانسه است که در Canton of Auberive واقع شده‌است. اوبریو ۷۰٫۶۴ کیلومتر مربع مساحت دارد ۳۶۵ متر بالاتر از سطح دریا واقع شده‌است.